# Kazavciîn, Haivoron
Kazavciîn (în ucraineană Казавчин) este localitatea de reședință a comunei Kazavciîn din raionul Haivoron, regiunea Kirovohrad, Ucraina.

## Demografie
Componența lingvistică a localității Kazavciîn
     Ucraineană (97,18%)
     Rusă (1,67%)
     Alte limbi (0,97%)
Conform recensământului din 2001, majoritatea populației localității Kazavciîn era vorbitoare de ucraineană (97,18%), existând în minoritate și vorbitori de rusă (1,67%).